# 柯克伍德 (伊利諾伊州)
柯克伍德（英語：Kirkwood）是位於美國伊利諾伊州沃倫縣的一個村落。

## 地理
柯克伍德的座標為40°52′05″N 90°45′08″W / 40.86806°N 90.75222°W，而該地最高點為海拔高度226米（即741英尺）。

## 人口
根據2010年美國人口普查的數據，柯克伍德的面積為2.37平方千米，當中陸地面積為2.37平方千米，而水域面積為0.00平方千米。當地共有人口714人，而人口密度為每平方千米301人。